# Buckingham (Illinois)
Buckingham és una població dels Estats Units a l'estat d'Illinois. Segons el cens del 2000 tenia 237 habitants.

## Demografia
Segons el cens del 2000, Buckingham tenia 237 habitants, 80 habitatges, i 66 famílies. La densitat de població era de 326,8 habitants/km².
Dels 80 habitatges en un 45% hi vivien nens de menys de 18 anys, en un 67,5% hi vivien parelles casades, en un 10% dones solteres, i en un 17,5% no eren unitats familiars. En el 15% dels habitatges hi vivien persones soles el 5% de les quals corresponia a persones de 65 anys o més que vivien soles. El nombre mitjà de persones vivint en cada habitatge era de 2,96 i el nombre mitjà de persones que vivien en cada família era de 3,32.
Per edats la població es repartia de la següent manera: un 32,9% tenia menys de 18 anys, un 6,8% entre 18 i 24, un 35% entre 25 i 44, un 19,4% de 45 a 60 i un 5,9% 65 anys o més.
L'edat mediana era de 34 anys. Per cada 100 dones de 18 o més anys hi havia 109,2 homes.
La renda mediana per habitatge era de 53.542 $ i la renda mediana per família de 68.750 $. Els homes tenien una renda mediana de 40.000 $ mentre que les dones 29.375 $. La renda per capita de la població era de 19.816 $. Aproximadament el 6,3% de les famílies i el 8,3% de la població estaven per davall del llindar de pobresa.

## Poblacions més properes
El següent diagrama mostra les poblacions més properes.